# Widford (Oxfordshire)
Widford is een gehucht met circa 45 inwoners in West Oxfordshire in het Verenigd Koninkrijk op twee kilometer ten oosten van Burford. Samen met het iets grotere Swinbrook vormt het sinds 1932 de civil parish Swinbrook and Widford. Tot 1844 was Widford een enclave van Gloucester in Oxfordshire.
Het eertijds niet onaanzienlijke dorp werd tijdens een pestepidemie in de Middeleeuwen verlaten. Van de oorspronkelijke bebouwing resteren enkele terrasvormige afdrukken in het gras langs de oever van de Windrush. De parochiekerk van Widford staat nu midden in het weiland en is slechts te voet te bereiken, evenals het 15e-eeuwse Manor House.

## Kerk
In de Church of Saint Oswald staan een 13e-eeuws kuipvormig vont, een 15e-eeuws kansel en vaste knielbanken van rond 1800. Het kansel is een eenvoudige constructie met sporen van een niet te ontcijferen schilderwerk. De banken zijn versierd met enig beeldhouwwerk. Er zijn niet meer dan dertig zitplaatsen.
Het meest opvallende aan het interieur zijn de muurschilderingen, die vermoedelijk uit het midden van de 14e eeuw dateren. Op veel plaatsen is de tekening verdwenen of alleen nog vagelijk te onderscheiden van het pleisterwerk. Op de wand van het schip is een grotendeels verweerde Sint Christoffel te ontwaren, herkenbaar aan zijn bewaard gebleven staf. In het koorgedeelte is een beter behouden processie van koningen en geesten zichtbaar, voorzien van het motto "As you are, so were we: and as we are, so will you be".
In het Domesday Book van 1086 wordt de kerk van Widford genoemd als bezitting gebouwd door (of voor) de monniken van de priorij van Sint Oswald enkele kilometers verderop in Gloucestershire. Het grootste gedeelte van het gebouwtje is echter 13e-eeuws gezien de vroege gotische stijl. In 1904 werd ontdekt dat de kerk is opgetrokken op de fundamenten van een Romeinse villa of tempel. Onzichtbaar onder de deels houten vloer liggen de resten van een mozaïek. Naast het altaar is een plexiglazen doorkijkje gemaakt in een uitsparing tussen de betegeling. De Romeinse heerweg Akeman Street liep door Asthall, het Windrushdorp na Swinbrook.
Er worden op gezette tijden, zij het slechts enkele keren per jaar, diensten gehouden.